# Virtua Fighter 5
Virtua Fighter 5 is een computerspel in Sega's Virtua Fighter-serie en een vervolg op Virtua Fighter 4: Evolution. De oorspronkelijke versie kwam uit op 12 juli 2006 in de Japanse arcades. Een vernieuwde versie (genaamd "Versie B") voor de PlayStation 3 werd gemaakt op 20 februari 2007.

## Live Arena
De Xbox 360-port genaamd Versie C, kwam uit in oktober 2007 in Noord-Amerika en Europa. De Xbox 360-port heeft online-modes. Volgens Sega zou de PlayStation 3 nooit dezelfde online mogelijkheden kunnen hebben, vanwege de technische beperkingen van Versie B.

## Verschillen metVirtua Fighter 4

### Nieuwe personages
Twee nieuwe personages zijn toegevoegd in Virtua Fighter 5. Eileen, een jonge vrouw die Monkey Kung Fu gebruikt, staat in het toernooi om haar idool, Pai, die ze zag op een martial arts-demonstratie, te bevechten. El Blaze is een 'lucha libre' worstelaar die Wolf Hawkfield wil verslaan.

### Gameplay
- Sega introduceerde het Clash System: wanneer begonnen met de juiste timing kan een aanval gestopt worden.
- Offensieve beweging: druk op slaan + schoppen + verdedigen tijdens een ontwijking om een sprint te maken.
- De Xbox 360-versie introduceerde online via Xbox Live. Hiermee kunnen twee spelers vanuit verschillende locaties tegen elkaar vechten.
- Versie C van Virtua Fighter 5 werd gebruikt voor de Xbox 360-versie en repareerde een paar gameplay-fouten, terwijl de PlayStation 3-versie versie B gebruikte.
- Verschillende voorwerpen zijn beschikbaar in de Xbox 360-versie in Quest mode, want die is gebaseerd op Versie C.
- Op 16 januari 2008 werd de Xbox 360-versie geüpdatet met verbeterde online mogelijkheden en de Quest mode.

## Trivia
- Het spel is opgenomen in het boek 1001 Video Games You Must Play Before You Die van Tony Mott.